# Кевруягун
Кевруягун (устар. Кевру-Ягун) — река в России, протекает по Сургутскому району Ханты-Мансийского АО. Устье реки находится в 286 км от устья реки Большой Юган по левому берегу. Длина реки составляет 87 км, площадь водосборного бассейна — 969 км².

## Бассейн
(км от устья)
- 15 км: Пуглыигль (пр)
  - 12 км: Ай-Пуглыигль (лв)
- 23 км: Тоталь (пр)
- 27 км: река без названия (пр)
- 45 км: Юрьигый (лв)
- 55 км: Янгигый (пр)
- Ямалынигый (лв)
- Версиигый (лв)
- Кулункутыпигль (лв)

## Данные водного реестра
По данным государственного водного реестра России относится к Верхнеобскому бассейновому округу, водохозяйственный участок реки — Обь от города Нефтеюганск до впадения реки Иртыш, речной подбассейн реки — Обь ниже Ваха до впадения Иртыша. Речной бассейн реки — (Верхняя) Обь до впадения Иртыша.